# کنگره‌دار (ابر)
کنگره‌دار ابری است که در بعضی از قسمت‌های آن برجستگی‌های کومه‌ای به شکل برج‌های کوچک دیده می‌شود که معمولاً به ابر نمای کنگره‌ای می‌دهد را کنگره‌دار (castellanus) می‌گویند.
این برج‌ها که بعضی از آنها ارتفاعشان بیشتر از پهنایشان است با یک پایه مشترک به هم مرتبط‌اند و به نظر می‌آید که در ردیف‌هایی مرتب شده‌اند؛ ویژگی قلعه‌مانند آن هنگامی که ابر از پهلو دیده شود آشکارتر است؛ این اصطلاح همراه با ابرهای پرسا، پرساکومه‌ای، فرازکومه‌ای و پوشن‌کومه‌ای می‌آید.
تشکیل کنگره معمولاً نشانه وزش باد در جهت‌های آشوبناک است.
ابرهای کنگره‌دار:
- فرازکومه‌ای کنگره‌دار (‎Ac cas)‏ Altocumulus castellanus
- پرساکومه‌ای کنگره‌دار (‎Cc cas)‏ Cirrocumulus castellanus
- پرسای کنگره‌دار (‎Ci cas)‏ Cirrus castellanus
- پوشن‌کومه‌ای کنگره‌دار (‎Sc cas)‏ Stratocumulus castellanus

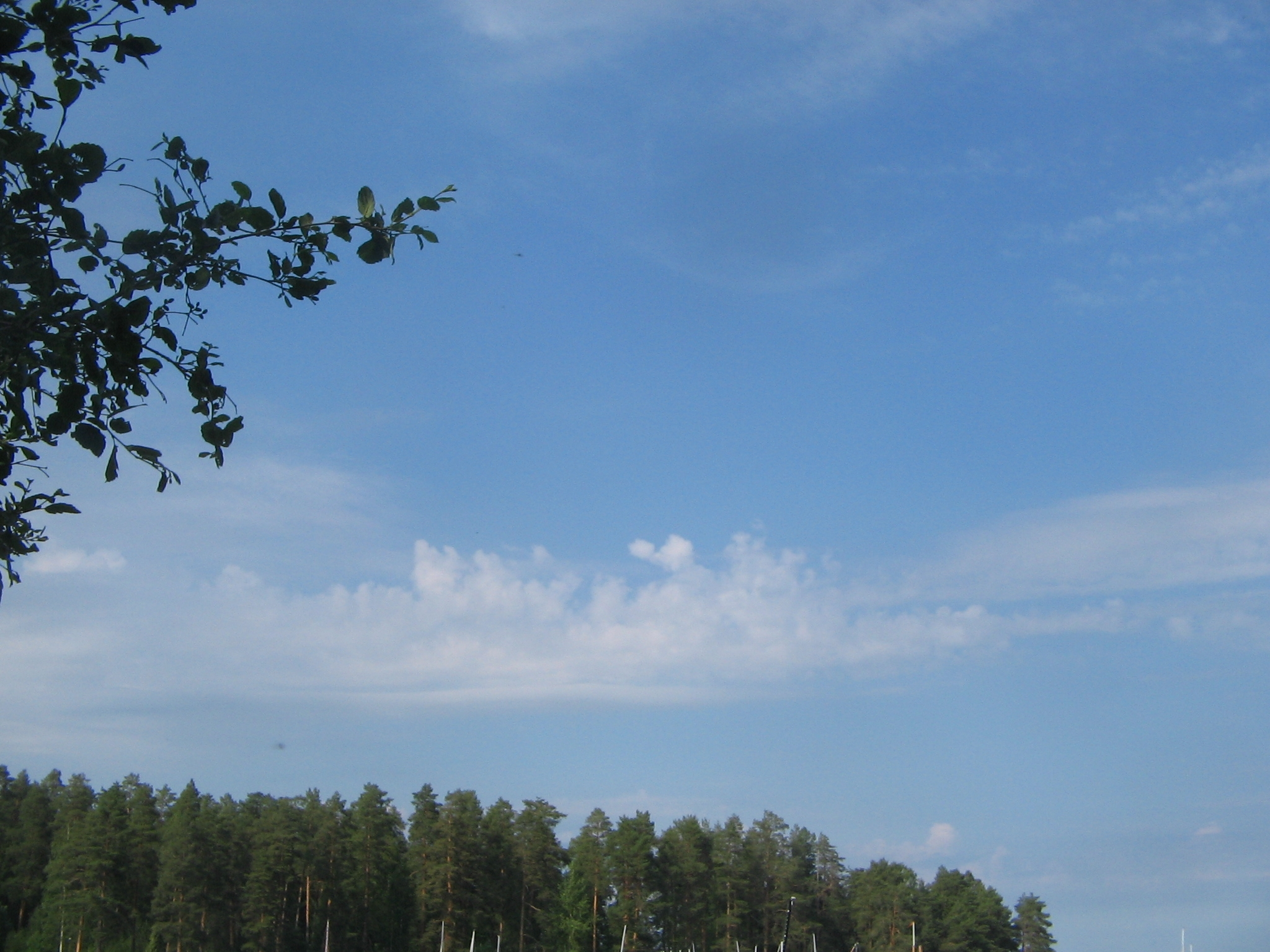
فرازکومه‌ای کنگره‌دار
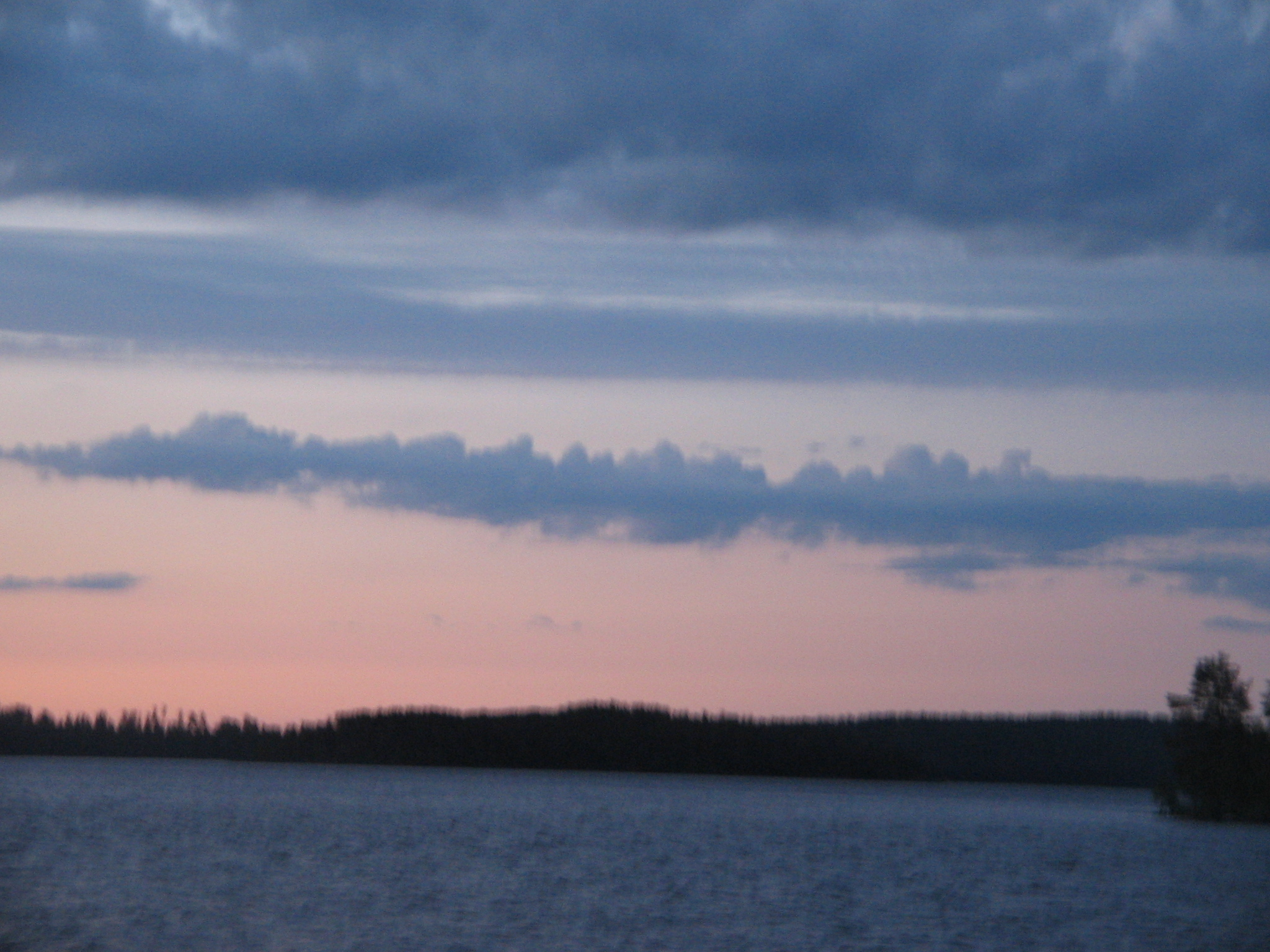
پوشن‌کومه‌ای کنگره‌دار
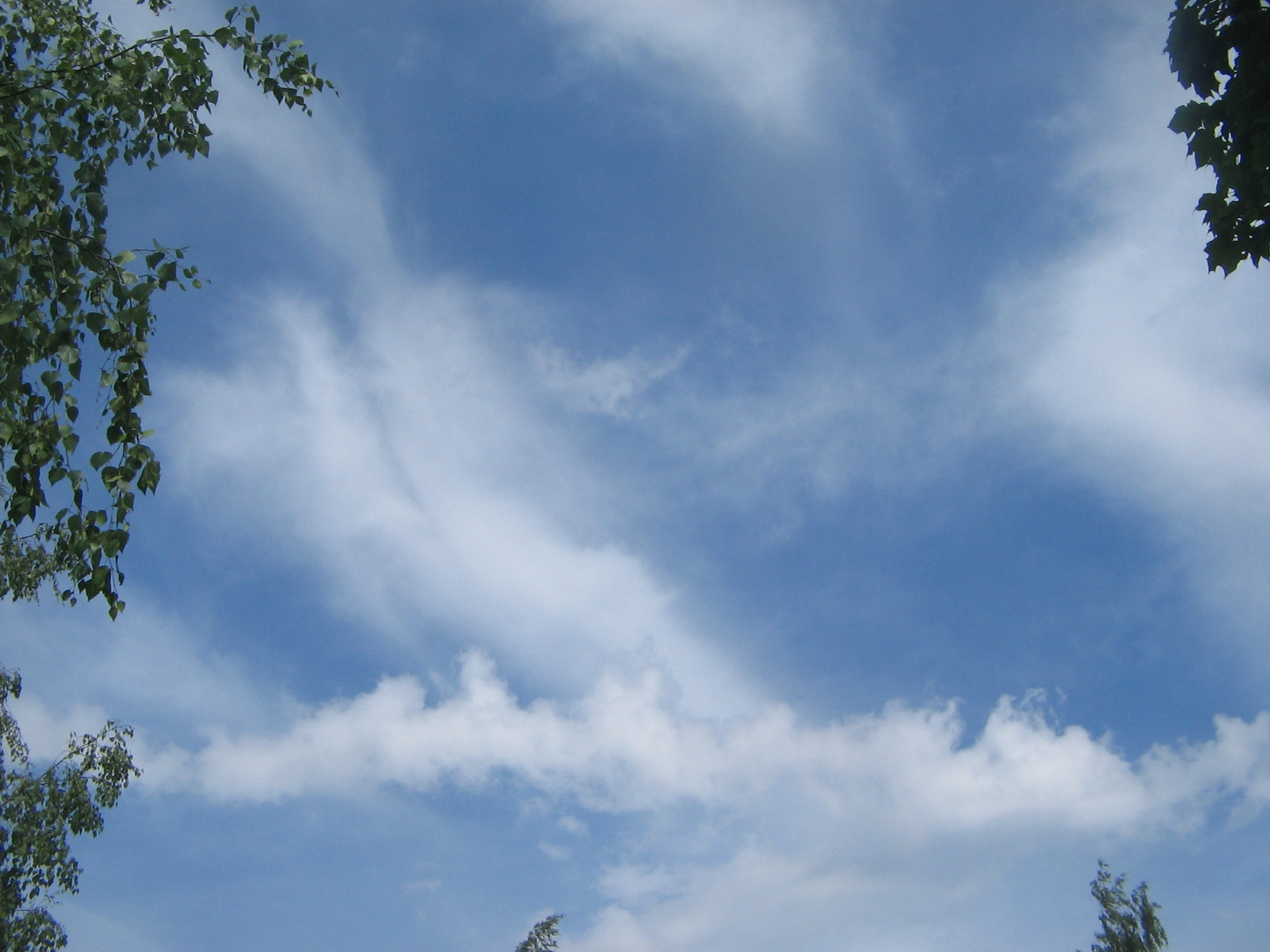
پوشن‌کومه‌ای کنگره‌دار